# 廢貴人趙氏
廢貴人趙氏（韓語：폐귀인 조씨，17世纪？—1652年1月24日），朝鮮仁祖的後宮嬪妃。本貫為淳昌。父親為趙琦，妾出，生母名漢玉。
仁祖八年（1630年），趙氏非經正規禮選，而是由鄭百昌引入宮中為宮女，後被仁祖寵幸。仁祖十五年（1637年），趙氏生下长女孝明翁主。同年十二月封淑媛。隔年（1638年）十二月，晉昭媛。十七年（1639年），生下崇善君李澂。十八年（1640年）晉昭容。次年（1641年），生下次子樂善君李潚。趙氏共生二子一女。二十三年（1645年）晉昭儀，在二十七年（1649年）晉升至從一品貴人。
趙氏姿色美麗，在仁祖晚年非常得寵；可以說只專寵她一人，多次賞賜大量物品給她。但她個性頗為陰險狠毒；宮廷中如有反對她的人，她一定想盡辦法誣陷，宮中之人都相當畏懼她。她對昭顯世子之世子嬪姜氏尤其不滿，常在仁祖面前進讒言陷害世子嬪姜氏。在仁祖死後，朝中大臣金自點意圖擁立其子崇善君登上王位失敗；她則因為被查出在家中埋藏詛咒之物而被廢去貴人封號，後在孝宗二年（1651年）被賜死，她的三名子女被废黜爵位。

## 家庭
| 关系       | 姓名     | 备注                                                 |
| ---------- | -------- | ---------------------------------------------------- |
| 高祖父     | 赵琛     | 府尹。                                               |
| 曾祖父     | 趙孝贞   | 察访。                                               |
| 叔曾祖父   | 赵义贞   | 淳原尉，尚朝鲜中宗女孝静翁主。                       |
| 从伯叔祖父 | 赵天启   | 县监。                                               |
| 祖父       | 趙天祥   | 别坐赠承旨。                                         |
| 祖母       | 李氏     | 李賢璟之女。                                         |
| 外祖父     | 沈忻     | 待教，赠吏曹参判、青松君。                           |
| 外祖母     | 清州韩氏 | 镜城府判官、赠领议政韩孝胤之女。                     |
| 外祖父     | 不详     |                                                      |
| 伯父       | 趙玎     | 司议。                                               |
| 从兄       | 赵光弼   | 县监。                                               |
| 从兄       | 赵元弼   | 出继。 府使，赠参判。                                |
| 从姊       | 淳昌赵氏 | 适判义禁府事、绫城府院君具宏，本绫城，仁献王后之兄。 |
| 从外甥     | 具仁塈   | 工曹判书、绫丰府院君。                               |
| 伯父       | 趙玲     | 出继，翊赞卫。                                       |
| 伯父       | 趙瑌     | 赠右尹。                                             |
| 从兄       | 赵元弼   | 府使赠参判。                                         |
| 姑母       | 淳昌赵氏 | 适咸镜道都事李慶倬，本韩山。                         |
| 姑母       | 淳昌赵氏 | 适佥知赠参判朴知述，本咸阳。                         |
| 父         | 趙琦     | 庆尚道兵使。                                         |
| 嫡母       | 青松沈氏 |                                                      |
| 母         | 漢玉     | 趙琦側室。                                           |

## 曾經飾演過貴人趙氏的演員

### 電視劇
| 劇名                | 電視台 | 年份   | 演員   |
| 馬醫                | MBC    | 2012年 | 徐賢真 |
| 宮中殘酷史—花的戰爭 | JTBC   | 2013年 | 金賢珠 |
| 華政                | MBC    | 2015年 | 金旼序 |
| 戀人                | MBC    | 2023年 | 蘇有珍 |

## 註解
1. ↑  《淳昌趙氏族譜》58頁 （页面存档备份，存于）
2. ↑  .   [2015-01-10]. （原始内容存档于2017-12-30）.
3. ↑  《承政院日記》仁祖15年12月27日「傳于政廳曰,趙氏爲淑媛。」
4. ↑  .   [2014-05-21]. （原始内容存档于2017-12-30）.
5. ↑  .   [2014-05-21]. （原始内容存档于2017-12-30）.
6. ↑  .   [2014-05-21]. （原始内容存档于2017-12-30）.
7. ↑  .   [2014-05-21]. （原始内容存档于2020-04-18）.
8. ↑  .   [2014-05-21]. （原始内容存档于2017-12-30）.
9. ↑  .   [2022-02-12]. （原始内容存档于2022-02-12）.